# Chicualacuala (distrito)

O distrito de Chicualacuala está situado no noroeste da província de Gaza, em Moçambique. A sua sede é a vila de Chicualacuala, cujo nome oficial é Vila Eduardo Mondlane. O distrito perdeu o posto administrativo de Mapai na reforma administrativa aprovada pela Lei 3/2016, de 6 de Maio, o qual foi elevado â categoria de distrito.
O actual distrito tem como limites geográficos, a norte o distrito de Massangena, a leste os distritos de Mapai e Mabalane, a sul com o distrito de Massingir e a oeste é limitado pela África do Sul e Zimbabwe.
O distrito de Chicualacuala tem, pré-2016, uma superfície de 16 035 Km² e uma população recenseada em 2007 de 38 917, tendo como resultado uma densidade populacional de 2,4 habitantes/Km². A população recenseada em 2007 representa um aumento de 16,9% em relação aos 33 284 habitantes registados no Censo de 1997.

## Divisão Administrativa
O distrito está hoje dividido em dois postos administrativos: Chicualacuala e Pafuri compostos pelas seguintes localidades:
- Posto Administrativo de Chicualacuala: 
  - Chicualacuala Rio
  - Chicualacuala Sede
  - Chitanga
- Posto Administrativo de Pafuri: 
  - Mbuzi
  - Macandazulo